# Professional Matchplay Championship 1957
Snooker Professional Matchplay Championship 1957 (ang. 1957 Professional Matchplay Championship) – najważniejszy turniej snookerowy rozegrany w 1957 roku w Jersey (Anglia).
W finale turnieju Anglik, John Pulman pokonał reprezentanta Irlandii Północnej Jackie Reę 39–34.

## Wydarzenia związane z turniejem
- Były to pierwsze Mistrzostwa Świata w Snookerze, które zostały rozegrane poza Anglią[1].
- Zwycięzcą Snooker Professional Matchplay Championship 1957 został Anglik, John Pulman, który w finale turnieju pokonał reprezentanta Irlandii Północnej Jackie Reę 39–34.
- Dla Johna Pulmana był to pierwszy tytuł Mistrza Świata.

## Drabinka turniejowa
|  |                          |                          |                          |            |    |                      |                      |                      |
|  | Półfinały Do 21 frame'ów | Półfinały Do 21 frame'ów | Półfinały Do 21 frame'ów |            |    | Finał Do 39 frame'ów | Finał Do 39 frame'ów | Finał Do 39 frame'ów |
|  | Półfinały Do 21 frame'ów | Półfinały Do 21 frame'ów | Półfinały Do 21 frame'ów |            |    | Finał Do 39 frame'ów | Finał Do 39 frame'ów | Finał Do 39 frame'ów |
|  |                          |                          |                          |            |    |                      |                      |                      |
|  |                          |                          |                          |            |    |                      |                      |                      |
|  | Anglia                   | John Pulman              | 21                       |            |    |                      |                      |                      |
|  | Anglia                   | John Pulman              | 21                       |            |    |                      |                      |                      |
|  | Anglia                   | Rex Williams             | 16                       |            |    |                      |                      |                      |
|  | Anglia                   | Rex Williams             | 16                       |            |    | Anglia               | John Pulman          | 39                   |
|  |                          |                          |                          |            |    | Anglia               | John Pulman          | 39                   |
|  |                          |                          | Irlandia Północna        | Jackie Rea | 34 |                      |                      |                      |
|  | Irlandia Północna        | Jackie Rea               | Irlandia Północna        | Jackie Rea | 34 | 25                   |                      |                      |
|  | Irlandia Północna        | Jackie Rea               |                          |            |    |                      |                      |                      |
|  | Anglia                   | Kingsley Kennerley       | 12                       |            |    |                      |                      |                      |
|  | Anglia                   | Kingsley Kennerley       | 12                       |            |    |                      |                      |                      |
|  |                          |                          |                          |            |    |                      |                      |                      |